# Starbucks
Starbucks Corporation (NASDAQ: SBUX
) és una cadena internacional dedicada a la compra, torrat i comercialització de cafè. Ven als seus establiments cafè expresso i destil·lat, begudes fredes, te, accessoris i altres productes alimentaris a través de la seva cadena de cafeteries. El nom Starbuck va ser inspirat per un personatge de la novel·la Moby Dick.

## Història

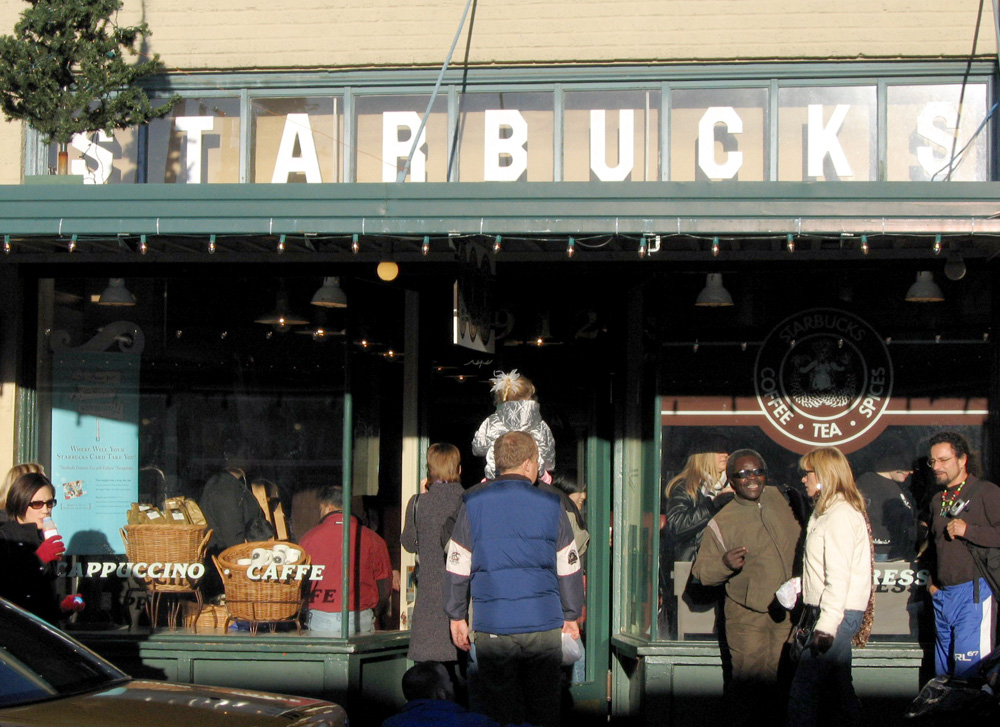
El primer Starbucks

El primer local amb el nom Starbucks va ser obert a Seattle, Washington, el 1971 per tres socis: el professor d'anglès Baldwin Jerry, el professor d'història Zev Siegel, i l'escriptor Gordon Bowker. Els tres, inspirats per l'empresari cafeter Alfred Peet, van obrir la seva primera botiga de venda de gra i màquines per a cafè, situada en 2000 Western Avenue, de 1971 a 1976. Durant el primer any van ser clients exclusius d'Alfred Peet per a després començar a adquirir gra verd de cafè d'altres proveïdors. En l'any 1977 la botiga es va traslladar a 1912 Pike Place. L'empresari Howard Schultz es va incorporar a l'empresa en 1982, i després d'un viatge a Milà, va proposar als seus socis ampliar l'operació de venda de gra de cafè, amb la venda de cafè exprés i altres, el que va ser rebutjat per aquests per considerar que aquesta nova activitat distrauria l'objectiu original de l'empresa, a més, estimaven que el cafè era un producte que havia de ser preparat a la llar. Convençut de la seva idea i segur que guanyaria més diners oferint cafè-al-pas o per emportar als nord-americans, Howard Schultz va obrir en 1985 la seva pròpia cadena de cafeteries amb el nom Il Giornale, prenent el nom d'un periòdic publicat a Milà. Un any abans, els tres amos originals havien decidit comprar l'empresa d'Alfred Peet, Peet's, i vendre la cadena Starbucks a Howard Schutz, qui al seu torn va decidir canviar el nom de la seva empresa Il Giornale per Starbucks.
En 1987, la nova cadena de cafeteries Starbucks va obrir els seus primers locals als afores de Seattle i a Chicago. L'empresa es va incorporar a la Borsa de valors en 1992. La primera cafeteria Starbucks situada fora dels Estats Units, va obrir les portes a Tòquio (Japó) en 1996. La va seguir altre local en la ciutat de Leeds (Regne Unit). En 1998, mitjançant l'adquisició de la cadena britànica Seattle Coffee Company que posseïa 60 cafeteries en el Regne Unit, i canviant el nom a Starbucks, l'empresa va ampliar les seves activitats a nivell internacional. A l'abril de 2003, Starbucks va comprar altres empreses del sector, ampliant a 6.400 locals i en 2006 va negociar amb la firma Diedrich Coffee per l'adquisició dels seus locals i botigues.
El president de Starbucks, Howard Schultz, va parlar de la tensió que existeix en la companyia a causa de la seva ràpida extensió i el desig col·lectiu d'actuar com una petita empresa. Al febrer de 2007, Starbucks tenia ja 7.521 locals repartits per tot el món: 6.010 d'ells als Estats Units i 1.511 en altres països. A més, la companyia té 5.647 empreses conjuntes i llicències, 3.391 d'elles als Estats Units i 2.256 en altres països. Això fa un total (a febrer de 2007) de 13.168 en tot el món. El 25 de maig de 2007 va signar un acord amb les empreses KFC, Pizza Hut i Burger King, per a obrir cafeteries de Starbucks a Polònia, la República Txeca i Hongria. Starbucks posseeix un 50%, o menys, de les empreses operant sota llicència com botigues i cafeteries, que es troben avui a Alemanya, Aràbia Saudita, Austràlia, Àustria, Bahames, Bahrain, Brasil, Canadà, Corea del Sud, Xile, Xina (incloses Hong Kong, Macau i Taiwan), Xipre, Dinamarca, Egipte, Emirats Àrabs Units, Espanya, Filipines, França, Grècia, Indonèsia, Irlanda, Japó, Jordània, Kuwait, Líban, Malàisia, Mèxic, Nova Zelanda, Oman, Països Baixos, Perú, Puerto Rico, Qatar, Regne Unit, República Dominicana, Romania, Singapur, Suïssa, Tailàndia, Turquia. Starbucks fins i tot està començant a desenvolupar cadenes populars de botigues de comestibles als Estats Units i el Canadà. Altres negocis de la companyia inclouen el te Tazo, els discos compactes de Starbucks Hear Music, Seattle's Best Coffee i Torrefazione Italia.

## Ambient
Els locals Starbucks intenten que el seu ambient sigui diferent al d'altres cafeteries. El concepte d'el tercer lloc (els altres són la llar i el treball), original de Howard Schultz, s'orienta a assolir que les cafeteries tinguin un ambient acollidor. Els seus locals cerquen una decoració càlida, pretenent que el client vulgui restar-hi i relaxar-se en un ambient informal, tranquil i segur. Els locals són petits en general, però n'existeixen d'altres que tendeixen a ser relativament grans per a major comoditat, de disseny modern, decorats amb cadires i sofàs, música suau i connexió sense fil a Internet.